# Об'єктно-реляційна база даних

Приклад об'єктно-орієнтованої моделі бази даних

Об'єктно-реляційна база даних (англ. object-relational database, ORD), чи Об'єктно-реляційна СКБД, це система керування базами даних подібна до реляційної, але з об'єктно-орієнтованою моделлю бази: об'єкти, класи та наслідування підтримуються в схемі даних та мові запитів.   Вона дозволяє зберігати як традиційні реляційні дані, так і об’єкти з метаданими, які використовуються в об’єктно-орієнтованих мовах програмування.
Об'єктно-реляційна база даних міститься в проміжному положенні між реляційними базами даних і об'єктно-орієнтованими базами даних (об'єктними базами даних). В об'єктно-реляційних баз даних, підхід, по суті, як у реляційних баз даних: дані зберігаються в базі даних і маніпулюються разом із запитами мовою запитів; на іншому полюсі знаходиться OODBMSes, де база даних є ніби стійким об'єктом, сховищем для програмного забезпечення, написаного об'єктно-орієнтованою мовою програмування, з програмуванням API для зберігання та вилучення об'єктів, і мало або взагалі не має конкретної підтримки запитів.

## Огляд
Основна потреба об'єктно-реляційної бази даних виникає через те, що обидві реляційна й об'єктна бази даних мають свої індивідуальні переваги й недоліки. Ізоморфізм реляційної бази даних системи з математичним зв'язком дозволяє використовувати безліч корисних методів і теорем з теорії множин. Але ці типи баз даних не є корисними, коли мова йде про складність даних і неузгодженість між додатком і СУБД. Об'єктно-орієнтована модель бази даних враховує контейнери, такі як набори та списки, довільно визначених користувачем типів даних, а також вкладених об'єктів. Це дає спільність між системами типу додатків і системами типу бази даних, яка усуває будь-які проблеми невідповідности. Але об'єктні бази даних, на відміну від реляційних не забезпечують математичну основу для їх глибокого аналізу.
Основна мета для об'єктно-реляційної бази даних є подолання розриву між реляційними базами даних і методів моделювання об'єктно-орієнтованих, використовуваних у мовах програмування, таких як: Java, C++, Visual Basic .NET або C#. Проте, більш популярною альтернативою для досягнення такого моста є використання стандартних реляційних систем управління базами даних з деякою формою об'єктно-реляційного відображення (ORM) програмного забезпечення. У той час як традиційні RDBMS або SQL-СУБД, орієнтовані на ефективне управління даними, отриманих з обмеженого набору типів даних (визначених відповідними стандартами мови), об'єктно-реляційна СУБД дозволяє розробникам інтегрувати свої власні типи й методи, що застосовуються до них у СУБД.
ОРСУБД (такі як ODBMS або OODBMS) інтегровано з об'єктно-орієнтованою мовою програмування. Характерними властивостями ОРСУБД є:
1) складні дані;
2) спадкування типу;
3) поведінка об'єкта.
Створення комплексних даних у більшости SQL ОРСУБД засноване на попередньому визначенні схеми за допомогою визначеного користувачем типу (UDT). Ієрархія в структурованих комплексних даних пропонує додаткову властивість, тип спадкування. Тобто, структурований тип може мати підтипи, які використовують всі його атрибути й містять додаткові атрибути, специфічні для підтипу. Ще одна перевага, поведінка об'єкта, пов'язана з доступом до програмних об'єктів. Такі програмні об'єкти повинні зберігатися і переноситись для обробки баз даних, тому вони, як правило, називані як постійні об'єкти. Всередині бази даних всі відносини з постійним програмним об'єктом є відносини з його ідентифікатором об'єкта (OID). Всі ці моменти можуть бути вирішені у власне реляційній системі, хоча стандарт SQL і його реалізації накладають довільні обмеження і додаткові складності.
В об'єктно-орієнтованому програмуванні (ООП) поведінка об'єкта описується за допомогою методів (функцій) об'єктів. Методи, позначені одним ім'ям, відрізняються за типом їх параметрів і типів об'єктів, для яких вони прикріплені (метод підпису). ООП мови називають це поліморфічний принцип, який коротко визначається як «один інтерфейс, багато реалізацій». Інші принципи ООП, успадкування й інкапсуляція, пов'язані як з методами, так і з атрибутами. Метод наслідування входить в успадкування типумодифікатори доступу. Інкапсуляція в ООП є ступінь видимости оголошена, наприклад, через public, private і protected.

## Історія
Об'єктно-реляційні системи управління базами даних виросли з досліджень початку 1990-х років. Ці дослідження розширили наявні реляційні бази даних шляхом додавання концепції об'єкта. Дослідники прагнули зберегти декларативні запити мови, засновані на численних предикатах як центральний компонент архітектури. Ймовірно, найвідоміший дослідницький проєкт, Postgres (UC Berkeley), породив два похідні продукти: Illustra і PostgreSQL.
У середині 1990-х років з'явилися перші комерційні продукти. До них належить Illustra (Illustra Information Systems, придбаний Informix Software, який своєю чергою був придбаний IBM), Omniscience (Omniscience Corporation, придбаний Oracle Corporation і стала Oracle Lite), також UniSQL (UniSQL, Inc., придбані KCOMS). Український розробник Руслан Засухин, засновник Paradigma Software, Inc., розробив і відвантажив першу версію Valentina database в середині 1990-х років як C++ SDK. До наступного десятиріччя, PostgreSQL стала комерційно життєздатною базою даних, і є основою для декількох існуючих продуктів, які підтримують його ORDBMS функції.
Комп'ютерні вчені стали посилатися на ці продукти, як «Об'єктно-реляційні системи управління базами даних» або ОРСУБД.
Багато з ідей ранніх об'єктно-реляційних баз даних багато в чому стали включені в SQL:1999 через структуровані типи. Насправді будь-який продукт, який дотримується об'єктно-орієнтованих аспектів SQL: 1999 можна було б описати як продукт управління базами даних об'єктно-реляційна. Наприклад, IBM's DB2, Oracle database, та Microsoft SQL Server, ставили вимоги, щоб підтримати цю технологію і зробити це з різним ступенем успіху.

## Порівняння з РСУБД
СУБД може звичайно містити в собі SQL вирази, такі як ці:
```
   
CREATE
 
TABLE
 
Customers
  
(

       
Id
          
CHAR
(
12
)
    
NOT
 
NULL
 
PRIMARY
 
KEY
,

       
Surname
     
VARCHAR
(
32
)
 
NOT
 
NULL
,

       
FirstName
   
VARCHAR
(
32
)
 
NOT
 
NULL
,

       
DOB
         
DATE
        
NOT
 
NULL

    
);

    
SELECT
 
InitCap
(
Surname
)
 
||
 
', '
 
||
 
InitCap
(
FirstName
)

      
FROM
 
Customers

     
WHERE
 
Month
(
DOB
)
 
=
 
Month
(
getdate
())

       
AND
 
Day
(
DOB
)
 
=
 
Day
(
getdate
())

```

Більшість сучасних баз даних SQL дозволяють крафт призначених для користувача функцій, які дозволили б запит, щоб виглядати наступним чином:
```
    
SELECT
 
Formal
(
Id
)

      
FROM
 
Customers

     
WHERE
 
Birthday
(
DOB
)
 
=
 
Today
()

```

В об'єктно-реляційній базі даних, можна було б побачити щось на зразок цього, з певним користувачем типами даних і виразами, такими як BirthDay():
```
    
CREATE
 
TABLE
 
Customers
 
(

      
Id
           
Cust_Id
     
NOT
 
NULL
  
PRIMARY
 
KEY
,

      
Name
         
PersonName
  
NOT
 
NULL
,

      
DOB
          
DATE
        
NOT
 
NULL

    
);

    
SELECT
 
Formal
(
 
C
.
Id
 
)

      
FROM
 
Customers
 
C

     
WHERE
 
BirthDay
 
(
 
C
.
DOB
 
)
 
=
 
TODAY
;

```

Об'єктно-реляційна модель може запропонувати ще одну перевагу в тому, що база даних може використовувати відносини між даними, щоб легко збирати пов'язані записи. У додатку адресна книга, додаткова таблиця буде додана в вищі, щоб тримати нуль або більше адрес для кожного клієнта. Використовуючи традиційну СУБД, збираючи інформацію як для користувачів, так і їх адресу вимагає «приєднатися»:
```
     
SELECT
 
InitCap
(
C
.
Surname
)
 
||
 
', '
 
||
 
InitCap
(
C
.
FirstName
),
 
A
.
city

       
FROM
 
Customers
 
C
 
join
 
Addresses
 
A
 
ON
 
A
.
Cust_Id
=
C
.
Id
 
-- the join

      
WHERE
 
A
.
city
=
"New York"

```

Той же самий запит в об'єктно-реляційній базі даних виглядає простіше:
```
    
SELECT
 
Formal
(
 
C
.
Name
 
)

      
FROM
 
Customers
 
C

     
WHERE
 
C
.
address
.
city
=
"New York"
 
-- the linkage is 'understood' by the ORDB

```